# Јавно власништво
Јавно власништво интелектуалне својине, правни је институт англосаксонског права, састоји се од знања и иновација (нарочито креативних дела - писаних, ликовних, музичких, као и проналазака) на које ниједна особа или други правни субјект не може (или не жели) да успостави или одржава власничке интересе.
Оно што је у јавном власништву се сматра делом општег културног и интелектуалног наслеђа човечанства, које у принципу свако може да користи или искоришћава.
Када нешто није у јавном власништву, то може бити последица власничких интереса, изражених на пример правом на копирање или патентом. Домет до којег појединци могу користити или искоришћавати ставке за које постоје власнички интереси је обично ограничен. Ипак, када истекну ограничења права на копирање или других интелектуалних својина, дела прелазе у јавно власништво.

## Изостанак правне заштите
Креативна дела се налазе у јавном власништву ако не постоји закон који успоставља власничка права или је садржај посебно искључен из постојећих закона. Слично томе, дела створена пре него што су такви закони ступили на снагу су генерално у јавном власништву, као што су дела Вилијама Шекспира, Лудвига ван Бетовена или Архимеда (међутим, преводи дела Архимеда, Шекспира и осталих, могу бити подложни праву на копирање). Такође, дела Владе Сједињених Држава су изузета од закона о праву на копирање.
Некреативна дела не могу бити заштићена правом на копирање и често се налазе у јавном власништву. На пример, већина математичких формула не подлежу праву на копирање или патентирању у већем делу света (мада се њихова примена у облику рачунарских програма може патентирати). Чињенице су у јавном власништву (мада је скорашња судска пракса повећала ограничења налик на право на копирање над базама података за које критичари тврде да су тек чињенице). Интуитивно организоване збирке података, као што су азбучни спискови налик на телефонске именике, се налазе у јавном власништву. Креативна организовања као што су категоризовани спискови могу бити заштићена правом на копирање.

## Истицање ауторских права
Већина права на копирање и патената има коначан рок. Када он прође, дело или проналазак прелазе у јавно власништво. У већем делу света, патенти истичу 20 година пошто су поднети. Регистровани заштитни знак истиче убрзо пошто постане генерички појам.
Права на копирање су сложенија. Генерално, она истичу у свим земљама (осим Колумбије, Гватемале, Мексика, и Самое) када су испуњени сви следећи услови:
- Дело је створено и први пут објављено пре 1. јануара 1926. године или најмање 95 година пре 1. јануара текуће године, шта год је касније.
- Последњи преживели аутор је умро најмање 70 година пре 1. јануара текуће године.
- Ниједна држава потписница Бернске конвенције није одредила трајно право на копирање за то дело.
- Ни Сједињене Државе ни Европска унија нису донеле неку уредбу о продужењу трајања права на копирање од прошлог ажурирања ових услова. Ово мора бити услов зато што тачне бројке у осталим условима зависе од закона у датом тренутку.

Ови услови се темеље на пресеку закона о праву на копирање Сједињених Држава и Европске уније, јер њих признаје већина осталих држава потписница Бернске конвенције.
Продужење права на копирање по традицији САД не враћа право на копирање делима у јавном власништву (отуд 1923. година), док по европској традицији враћа зато што је хармонизација у ЕУ била утемељена на трајању права на копирање у Немачкој, где је већ било продужено на доживотно плус 70.

### Јавно власништво у Србији
У Србији су према одредбама старог Закона о ауторским и сродним правима из 1998. године имовинска права аутора трајала за живота аутора и 50 година после његове смрти. Овај закон је био на снази до 24. децембра 2004. године, када је донесен нови закон којим се период заштите ауторских права повећава са 50 на 70 година од смрти аутора. Иста одредба се нашла и у тренутно важећем Закону о ауторским и сродним правима који је ступио на снагу 24. децембра 2009.
Дакле, према закону који је на снази у Србији имовинска права аутора трају за живота аутора и 70 година после његове смрти. Морална права аутора трају и по престанку трајања имовинских права. Имовинска права коаутора престају по истеку 70 година од смрти коаутора који је последњи умро. Имовинска права на делу чији се аутор не зна (анонимно дело или дело под псеудонимом) престају по истеку 70 година од дана објављивања дела. Ако аутор открије свој идентитет пре наведеног рока, имовинско право траје као да је идентитет аутора познат од дана објављивања дела. Ако се почетак рока трајања ауторског права рачуна од објављивања дела, а дело је објављивано у наставцима, за сваки наставак тече засебан рок заштите. За филмско дело рок трајања ауторског права истиче 70 година од смрти режисера, сценаристе, аутора дијалога или композитора музике посебно компоноване за филм, зависно од тога ко од њих последњи умре. За дела за која се рок заштите не рачуна од смрти аутора или коаутора, а која нису законито објављена током 70 година од њиховог настанка, заштита престаје истеком тог рока.
Рокови за потребе утврђивања датума престанка имовинских права аутора рачунају се од 1. јануара године која непосредно следи за годином у којој се десио догађај који је релевантан за почетак рока.
С обзиром да је до децембра 2004. на снази био закон према којем су ауторска права била заштићена 50 (уместо садашњих 70) година од смрти аутора, дела чији је аутор умро пре 1. јануара 1954. су у јавном власништву у Србији.

### Јавно власништво у Хрватској
У Хрватској је од 27. јула 1999. на снази закон према којем период заштите ауторских права траје за живота аутора и 70 година после његове смрти. Исто се односи на обраде, преводе и сличне модификације. Међутим, као и у Србији, овај закон се односи само на дела која нису била у јавном власништву у време његовог ступања на снагу, а према претходном закону рок трајања имовинских права је био 50 година од смрти аутора. Због тога су у Хрватској у јавном власништву дела свих аутора који су преминули пре 1. јануара 1949.
Дела која нису објављена се у Хрватској не налазе у јавном власништву. Када над њима престане да важи ауторско право (живот аутора плус 70 година), издавач који их објави држи права 25 година од момента првог објављивања.

### Јавно власништво у Британији
Дела британске владе су ограничена Крунским или Парламентарним правом на копирање. Дела објављена под Крунским правом на копирање постају јавно власништво 50 година по објављивању, осим ако је аутор држао право на копирање и доделио га Круни. У том случају, трајање права на копирање је уобичајено, живот аутора плус 70 година. Дела која нису објављена под Крунским правом на копирање постају јавно власништво 125 година од првобитног стварања. Међутим, по закону који је створио ово правило и тиме укинуо традицију уобичајеног права о вечном праву на копирање за необјављена дела, ниједно необјављено дело неће прећи у јавно власништво док не прође 50 година од ступања закона на снагу. Будући да је закон ступио на снагу 1. августа 1989, по овој одредби ниједно необјављено дело неће прећи у јавно власништво до 2039. године. Документи под Парламентарним правом на копирање прелазе у јавно власништво 50 година пошто су објављени. У случају да су испуњени одређени услови, Влада се одриче Крунског права на копирање за неке своје радове.

### Јавно власништво у Комонвелту
Ове бројке осликавају најскорија продужења права на копирање у Сједињеним Државама и Европи. У 2004, Канада и Аустралија још увек нису донеле слична 20-годишња продужења. Отуда је код њих рок истицања права на копирање још увек 50 година после смрти аутора. Као резултат тога, ликови као што је Мики Маус и дела у распону од Петра Пана до прича Х. Ф. Ловкрафта се у обе државе налазе у јавном власништву. Статус Ловкрафтових дела по праву на копирање је дискутабилан, јер не постоје захтеви за обнову права на копирање, који су били неопходни по тада важећим законима. Такође, две супротстављене странке су независно присвајале право на копирање за његова дела.
Као и већина осталих земаља Британског Комонвелта, Канада и Аустралија прате опште принцип Уједињеног Краљевства о праву на копирање за владине радове. Обе имају верзију Крунског права на копирање које траје 50 година од издавања. Нови Зеланд такође има Крунско право на копирање, али у много дужем трајању (100 година од датума издавања). Ирска такође има рок од 50 година за радове владе, али будући да више није монархија, то право се не зове Крунско. Индија има рок заштите владиних радова од 60 година, који се поклапа са њиховим понешто неуобичајеним трајањем права на копирање од 60 година после смрти аутора.

### Примери трајања права
Примери изума на које су истекли патенти укључују оне Томаса Едисона.
Примери дела на које је истекло право на копирање укључују дела Карла Колодија и већину дела Марка Твена.
Примери дела под трајном заштитом права на копирање укључују многе радове J. M. Barrie-ја о Петру Пану; ово је дозволила Британска влада и важи само у Уједињеном Краљевству.
Друга дела, као што су она Компаније Волта Дизнија се налазе под  трајном заштитом права на копирање будући да Устав Сједињених Држава захтева да права на копирање трају „ограничено време“ (члан I, одељак 8, клаузула 8). Рокови су међутим већ више пута ретроактивно продужени, што је довело до све дужих трајања права на копирање. Критичари примећују да су се продужења дешавала баш пре истицања рокова за значајна дела Дизнија и других, закључујући да таква продужења трајања права на копирање доводе до  трајног права на копирање.

## Одрицање од интереса
Закони могу учинити неке типове дела и проналазака потпуно неподесним за монопол. Таква дела одмах по објављивању прелазе у јавно власништво. Многе врсте менталних творевина нису никад заштићене, као на пример статистике бејзбола.
На пример, Закон о ауторским правима Сједињених Држава (17 . § 105) ставља сва дела створена од стране Владе Сједињених Држава у јавно власништво. Један од услова за одобравање патената на проналаске јесте да се патенти пријаве у јавном власништву. Патентни закон искључује проналаске за које је очигледно да проистичу из ранијих дела, а споразум који је Немачка потписала на крају Првог светског рата ставио је заштитне знаке као што су „аспирин“ и „хероин“ у многим областима у јавно власништво.
Чарлс Дарвин је открио теорију еволуције. Овако апстрактне идеје се никад нису могле патентирати. Дарвин је начинио откриће али га није објавио дуже од деценије. Могао је вечно да га задржи за себе. Када је објавио идеју, сама идеја је постала јавно власништво. Међутим, преносник његових идеја у облику књиге насловљене Порекло врста, је заштићена правом на копирање.

### Право на копирање
У прошлости, у неким државама (као што су на пример Сједињене Америчке Државе), ако би дело било објављено без обавештења о праву на копирање, оно би одмах спадало у јавно власништво. То више није тачно. Свако дело подразумевано добија право на копирање и закон о ауторским правима генерално не обезбеђује нека посебна средства за „напуштање“ права да би дело могло бити у јавном власништву (у САД, „Computer Software Rental Amendments Act“  из 1990. обезбеђује механизам за регистровање рачунарских програма у јавном власништву у Конгресној библиотеци, али остаје необјашњено на који начин се дело уопште може ставити у јавно власништво).
Држилац права на копирање може се изричито, дајући лиценцу у том смислу, одрећи свих власничких права на дело, чиме га ефективно ставља у јавно власништво. Погодна лиценца би дала дозволу за чињење свих радњи које су забрањене или ограничене законом о праву на копирање. Таква лиценца се понекад назива лиценцом за слободну употребу или одговарајућем јавном власништву.

### Патент
С друге стране, гледајући патенте, објављивање детаља изума пре подношења захтева за патент обично ставља изум у јавно власништво и искључује касније патентирање од стране других. На пример, једном када неки магазин објави математичку формулу она више не може бити коришћена као основа захтева за софтверски патент. Постоји међутим и изузетак за ово: у закону Сједињених Држава (не и у европском), изумитељ може да поднесе захтев до годину дана после објављивања (сем наравно ако га је неко други претекао у објављивању).
Још један начин за одрицање од делова проналаска јесте доктрина prosecution history estoppel (у слободном преводу „историја поступка зауставља“). Када истраживач преиспитује патентну пријаву, онај ко је поднео пријаву може ради добијања одобрења одустати од неких тврдњи. Бар у теорији, подносилац може једнострано одустати од скоро свих тврдњи патента и добити празан патент. Ако подносилац током конструкције тврдњи тужи било кога за нарушавање патента, историја поступка ће бити коришћена за одређивање распона тврдњи патента.

### Пословна тајна
Када се прописно чувају, пословне тајне су вечне. Међутим, једном када се открије јавности, тајна постаје јавно власништво.

### Заштитни знак
Заштитни знак је обновљив. Ако власник заштитног знака жели да настави свој посао, може да плаћа накнаду за регистрацију и активно користи и брани заштитни знак довека.
Међутим, заштитни знак или робна марка може да постане општи појам за неки тип производа или услуге ако га људи користе тако што не схватају да је у питању заштићено име. Познати примери у Србији су „ималин“ и „каладонт“, а „аспирин“ је познат широм света.
Једном када заштитни знак постане општепознат, исто је као да је у јавном власништву. У Сједињеним Државама је сваком дозвољено да боцу са пилулама ацетилсалицилне киселине означи са „аспирин“.

### Обласно име
Обласна имена (енгл. Domain name) могуће је куповати и продавати. Понекад их људи оглашавају као њихову „интелектуалну својину“. Почетком 2000. обласно име „business.com“ је продато за рекордних 8 милиона долара.
Обласно име никада не постаје јавно власништво. Врло је вероватно да не припада свом „власнику“. Највиша обласна имена, као што је , су власништво -е (енгл. Internet Corporation for Assigned Names and Numbers - Интернет корпорација за додељена имена и бројеве). „Власник“ је изнајмио ексклузивна права на обласно име на одређено време, што испада отприлике исто као изнајмљивање некретнине. Стога ако „власник“ касније „напусти“ обласно име, само некоришћено обласно име још увек припада ICANN-и.
Обласно име или упућује на интернет локацију или је некоришћено или нерегистровано. Могу га користити неки људи, односно не могу га користити сви људи.

## Лиценцирање
Постоје многа дела која нису у јавном власништву, али за која је власник неких власничких права одлучио да иста не спроводи или да неки подскуп тих права препусти јавности.
На пример, постоји Задужбина за слободни софтвер која ствара софтвер покривен правом на копирање и лиценцира га без новчане надокнаде јавности за већину употреба под класом тзв. „“ лиценци, забрањујући једино власничку прерасподелу. Википедија чини мање-више исту ствар са својим садржајем под  лиценцом.
Понекад се у свакодневном говору таква дела погрешно називају делима у „јавном власништву“.
Док нека дела (посебно музичка) могу бити у јавном власништву, закон у САД сматра преписе или изведбе тих дела изведеним радовима, те тиме подлежу сопственим правима на копирање.

## Улога у друштву
, организација која промовише коришћење јавног власништва и  шема лиценцирања, пише:

„Јавни приступ литератури, уметности, музици и филму је од суштинског значаја за очување и надградњу нашег културног наслеђа. Многа од најважнијих дела америчке културе су црпела креативни потенцијал јавног власништва.  Френка Капре је класичан пример филма који није доживео велику популарност док није доспео у јавно власништво. Друге иконе као што су |Снежана (са седам патуљака), Пинокио, Деда Мраз и Ујка Сем су израсли из ликова у јавном власништву.“

## Јавно власништво и интернет
Израз „јавно власништво“ често није добро схваћен и створио је значајне правне сукобе. Историјски, већина странака која је покушавала да се ухвати у коштац са проблемима јавног власништва спада у један од два табора:
1. Пословне и друге организације које могу да посвете људство решавању правних сукоба кроз преговоре и судски систем.
2. Појединци и организације, корисници материјала покривених доктрином поштене употребе, смањивањем потребе за значајним државним или корпоративним ресурсима за тражењем појединачних преступника.

Са појавом интернета постало је међутим могуће да било ко са приступом светској мрежи „пошаље“ дела заштићена правом на копирање или другим лиценцама бесплатно и лако. Ово је погоршало од раније утемељено али погрешно веровање да ако је нешто бесплатно доступно, то мора бити у јавном власништву. Једном када су такви материјали доспели на мрежу, могу се несметано копирати међу хиљадама или чак милионима рачунара врло брзо и у суштини без трошкова.
Ови чиниоцу су учврстили погрешно веровање да „бесплатно доступно“ значи „у јавном власништву“. Могло би се тврдити да је с обзиром да је интернет јавно доступно подручје, које није лиценцирано ни контролисано од стране било којег појединца, компаније или владе, све што се налази на интернету у јавном власништву. Овај привидан доказ запоставља чињеницу да права лиценцирања не зависе од средстава расподеле или начина набавке. Потера за кршењем права на копирање које се темељи на погрешној идеји да „информације желе да буду слободне“ је постала основна жижа индустрија чија се финансијска структура базира на контролисању дистрибуције таквих медија. Мада ово има законског основа, јавна подршка за напоре ових компанија је озбиљно поткопана веровањем да добијају „шта им следује“ за деценије прецењивања лиценцираних медија. Иронично, многи ствараоци таквих дела, првенствено писци и музичари, се налазе са обе стране сукоба, будући да су се они често борили са дистрибутерима медијума због неодговарајуће надокнаде за њихов рад а истовремено те надокнаде зависе од прихода дистрибутера.
Додатна компликација је да је постало изузетно популарно објављивати искључиво на Интернету. Судећи барем по закону САД, оригинална дела аутора су покривена правом на копирање чак иако немају у себи укључено формално обавештење. Међутим, такви закони су донети у време када је нагласак био на материјалима који се не могу тако једноставно и јефтино репродуковати као дигитални медијуми, нити се водило рачуна о крајњој неспособности утврђивања који скуп електронских битова је оригинал. Технички, било шта постављено на Интернет (био то блог или е-писмо) може се сматрати као материјал заштићен правом на копирање, осим ако је другачије наглашено (многи од оних који путем Интернета пружају неке садржаје покушавају да одбране права на копирање задржавајући сва присвојна и репродуктивна права на сав материјал постављен на њихов сервер, али потенцијал за сукоб тврдњи још увек није био темељно тестиран). Традиционалне методе доказивања оригиналности дела, као што је физичко слање запечаћеног примерка свог рада себи добијајући тиме датирани печат од владине установе (тј. локалне Поште), су небитне за овај нови извор креативних радова.
Многи људи користе интернет да би доприносили јавном власништву или учинили дела у јавном власништву приступачнија за више људи. На пример, Пројекат Гутенберг координира труд људи који преписују дела у јавном власништву у електронску форму.